# Siata
La société S.I.A.T.A. S.p.A., acronyme de Società Italiana Applicazioni Tecniche Auto-Aviatorie - Société Italienne Applications Techniques Automobiles et Aviation, était un petit constructeur italien d'automobiles, fondé à Turin en 1926 qui est resté en activité, en Italie, jusqu'en 1970 et en Espagne, jusqu'en 1973.

## Histoire
La société S.I.A.T.A. S.p.A., a été fondée en 1926 à Turin par Giorgio Ambrosini. Dès sa création, elle se spécialise dans la fabrication de composants mécaniques - pièces détachées et kits - pour des transformations automobiles, surtout pour en augmenter les performances, en particulier les modèles FIAT. En plus des compresseurs, tubulures d’admission et culasses à soupapes en tête, la société développe ses propres productions de pompes à huile et à eau, collecteurs, rapports de boîte de vitesses et de pont et divers types d'amortisseurs avant et arrière qui font connaître la société.
Ses principales préparations concernent les moteurs des FIAT 522, 524, 514 et 508 Balilla dont SIATA va tirer 48 Ch d’un moteur qui en délivrait 20 à l’origine! En 1936, SIATA revisite la FIAT 500 Topolino équipée d’un 4 cylindres de 569 cm³ développant 13 Ch en portant sa cylindrée à 750 cm³ développant 40 Ch, la SIATA 750 Gran Sport avec une carrosserie signée Zagato.
En 1937, S.I.A.T.A. rachète la "Carrozzeria Italiana", une entreprise fondée par Andrea Mantelli. Peu après, Giorgio Ambrosini change la raison sociale de l'entreprise en « Società Italiana Auto Trasformazioni Accessori ». Il présente sa première automobile, la SIATA 500 Gran Sport 636, dérivée de la « FIAT 500 Topolino » qu'Ambrosini a complètement modifiée en devenant une petite voiture de course destinée aux amateurs avertis pour participer aux compétitions automobiles. En 1939, il présente une évolution de la 500 Grand Sport, la 500 Pescara.
Pendant la Seconde guerre mondiale, il oriente la société dans une stratégie de développement prévoyante et futuriste. Il décide de lancer la conception d'un petit moteur auxiliaire 4 temps pour équiper les tri et quadricycles très en vogue. Ce moteur, le « Cucciolo », qui bénéficie d'une technologie moderne, est commercialisé le 26 juillet 1945. Il s'est révélé le plus performant de l'époque. Le succès de ce petit moteur est si important que, pour faire face à la demande, S.I.A.T.A. est contraint de sous-traiter une partie de sa fabrication à la société Ducati de Bologne, qui possédait une usine de fabrication de composants électromécaniques. Ce sera cette sous-traitance qui orientera les destinées de Ducati vers le monde des deux roues, avec le succès que l'on connait.
Mise en sommeil durant la Seconde Guerre mondiale, dès la fin du conflit, l'entreprise relance la production de voitures de sport sous la marque SIATA, et cela va se poursuivre jusqu'en 1970 avec son usine italienne, jusqu'en 1973 en Espagne.
La première réalisation d'après guerre est présentée en 1949 : la SIATA Amica, un petit cabriolet deux places sur la base de la FIAT 500 Topolino C avec une carrosserie dessinée par le comte Mario Revelli de Beaumont.

### Les années 1950

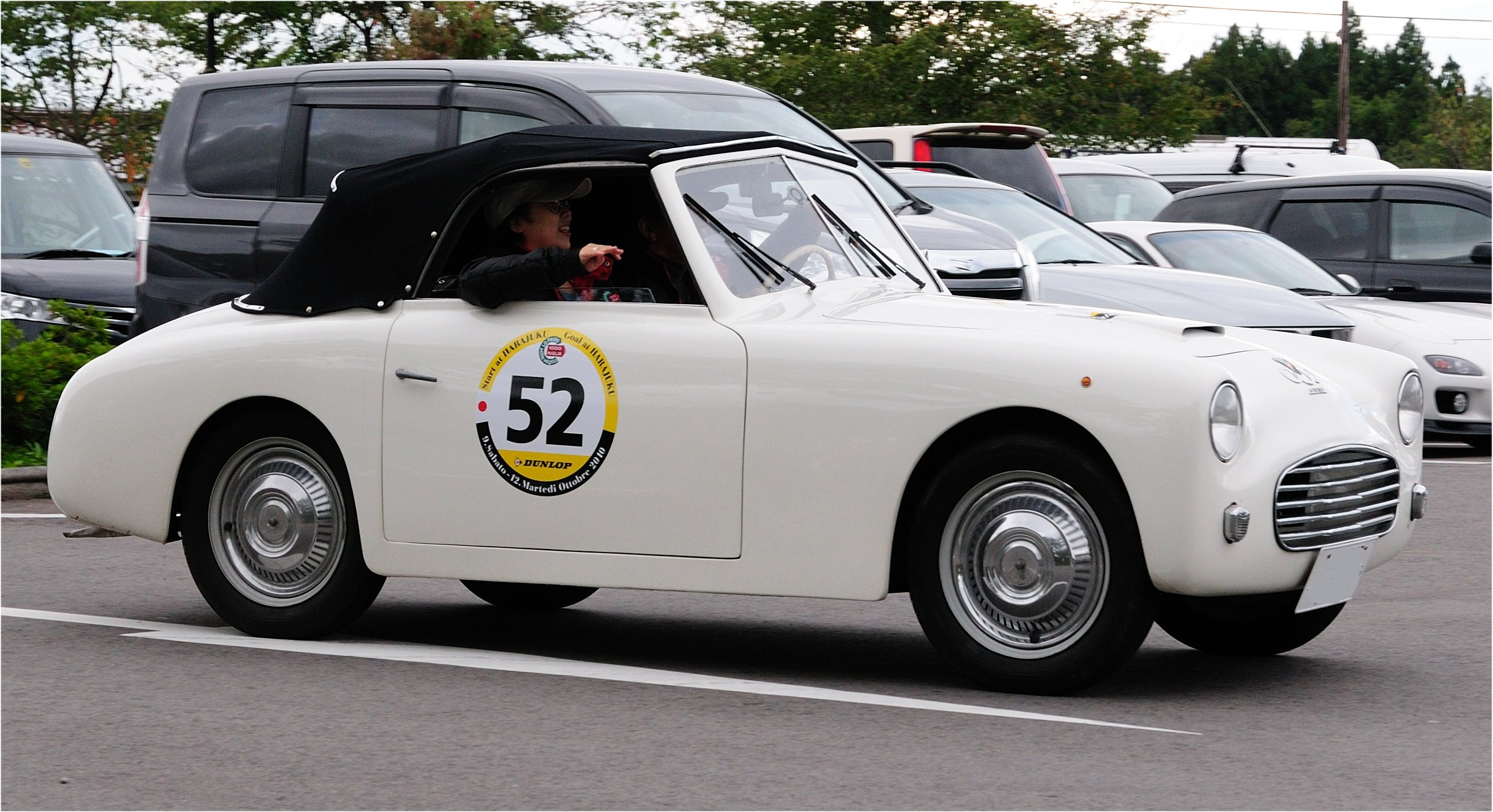
SIATA Amica

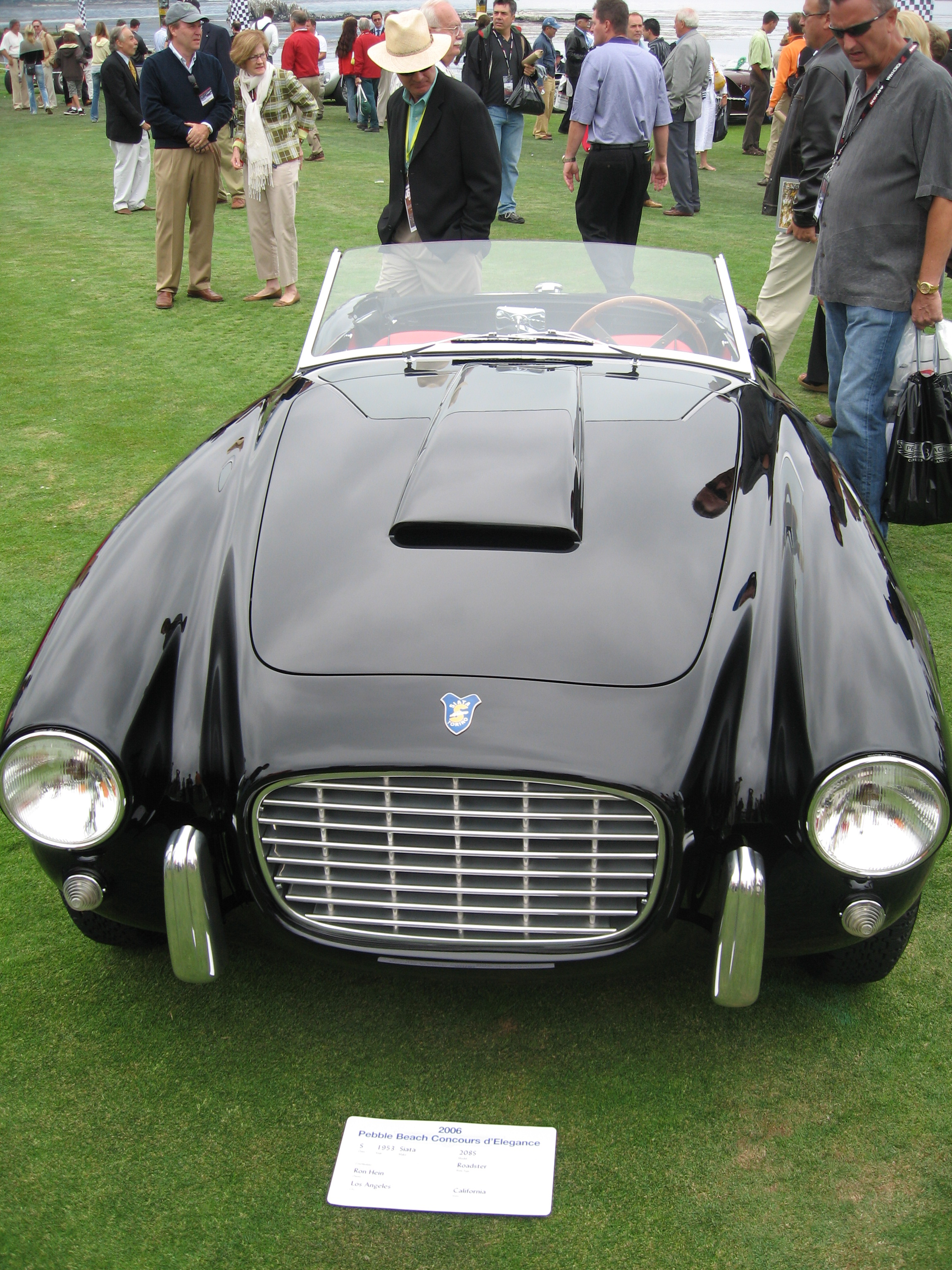
SIATA 208 S

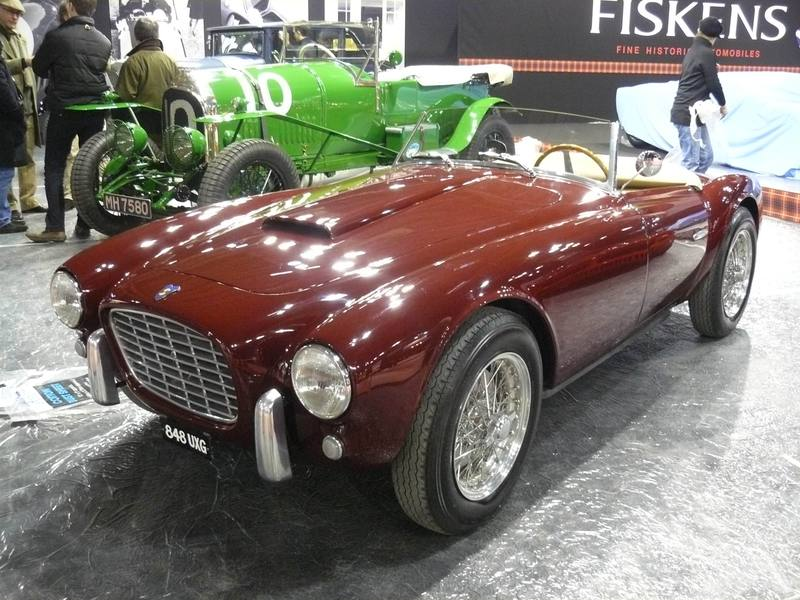
SIATA 208 S de 1953

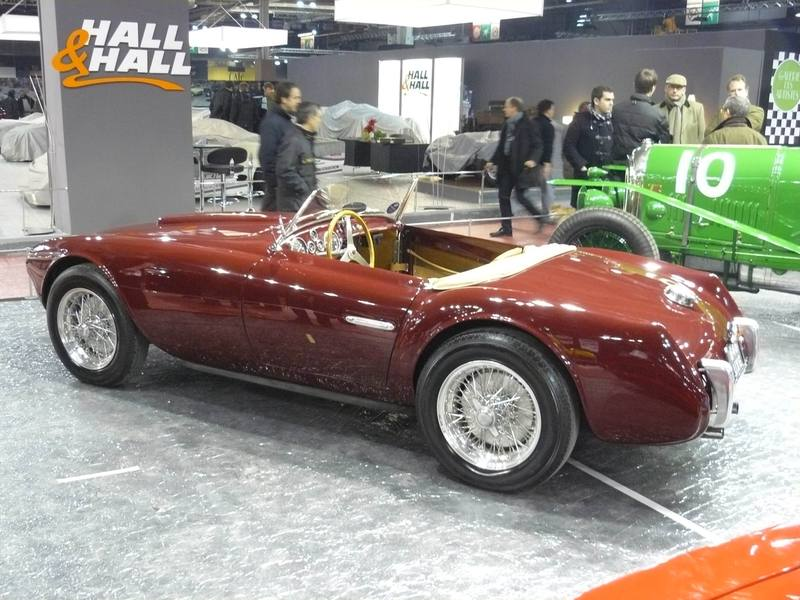
SIATA 208 S de 1953

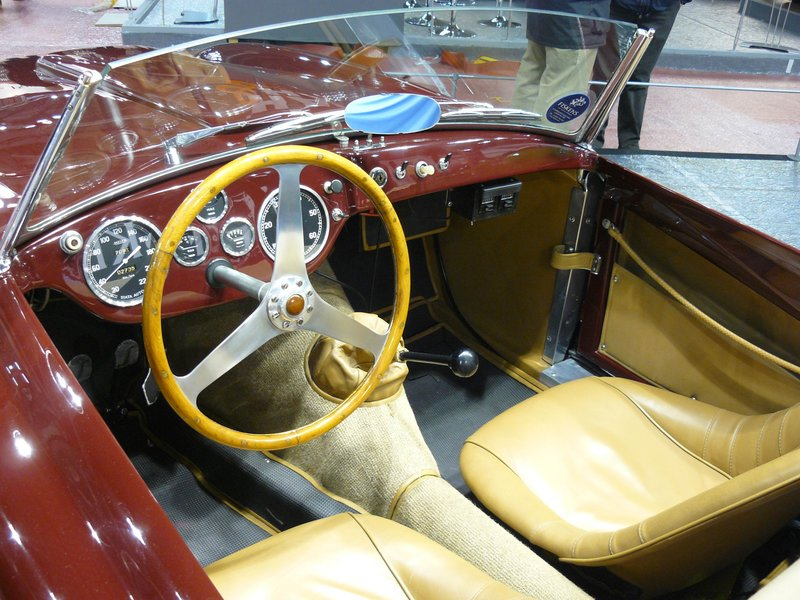
Poste de conduite de la SIATA 208 S

Dès la fin de la Seconde Guerre mondiale, « SIATA - Società Italiana Auto Trasformazioni Accessori S.p.A. » s'oriente vers la fabrication de voitures complètes, de sport et de tourisme, toujours sur des bases mécaniques FIAT, réputées les plus fiables. 
En 1950, le constructeur présente la SIATA Daina, un cabriolet imposant dérivé de la FIAT 1400. En octobre 1952, ce sera la SIATA 208, dérivée du gros coupé sportif FIAT 8V, auquel SIATA a participé à son étude et son développement. C'est le designer Giovanni Michelotti, jeune designer de la Carrozzeria Bertone, qui en est l'auteur. Cette voiture a été produite à 56 exemplaires. Pour certains clients américains, un moteur Chrysler V8 pouvait équiper le véhicule en remplacement du V8 FIAT italien. Cette même année, la SIATA 300 BC, évolution sportive de l'Amica, est présentée. Elle est largement exportée aux États-Unis où elle a participé, avec succès, à de nombreuses compétitions automobiles locales. Elle avait déjà acquis une solide réputation avec ses engagements à la course des Mille Miglia, équipée comme toujours de moteurs FIAT.
En 1953, au Salon de l'automobile de New York, SIATA présente une barquette à la ligne très pure, signée Michelotti. Elle rencontre très vite un grand succès. Durant le salon, l’importateur américain en commande 25 dont une sera achetée par Steve McQueen. Un exemplaires a été adjugé plus de 2 millions de US dollars le 10 décembre 2015 lors d'une vente aux enchères RM Sotheby's à New York. 
En 1954, SIATA présente la Mitzi, une petite voiture équipée d'un moteur de 434 cm3. La Mitzi sera fabriquée jusqu'en 1960. Durant la seconde partie des années 1950, SIATA se consacre aux modèles dérivés de la fameuse FIAT 600, la vedette européenne de l'époque. Suite à un accord de partenariat avec Abarth datant de 1959, la SIATA 750 est commercialisée, dans les versions Coupé et Spider.

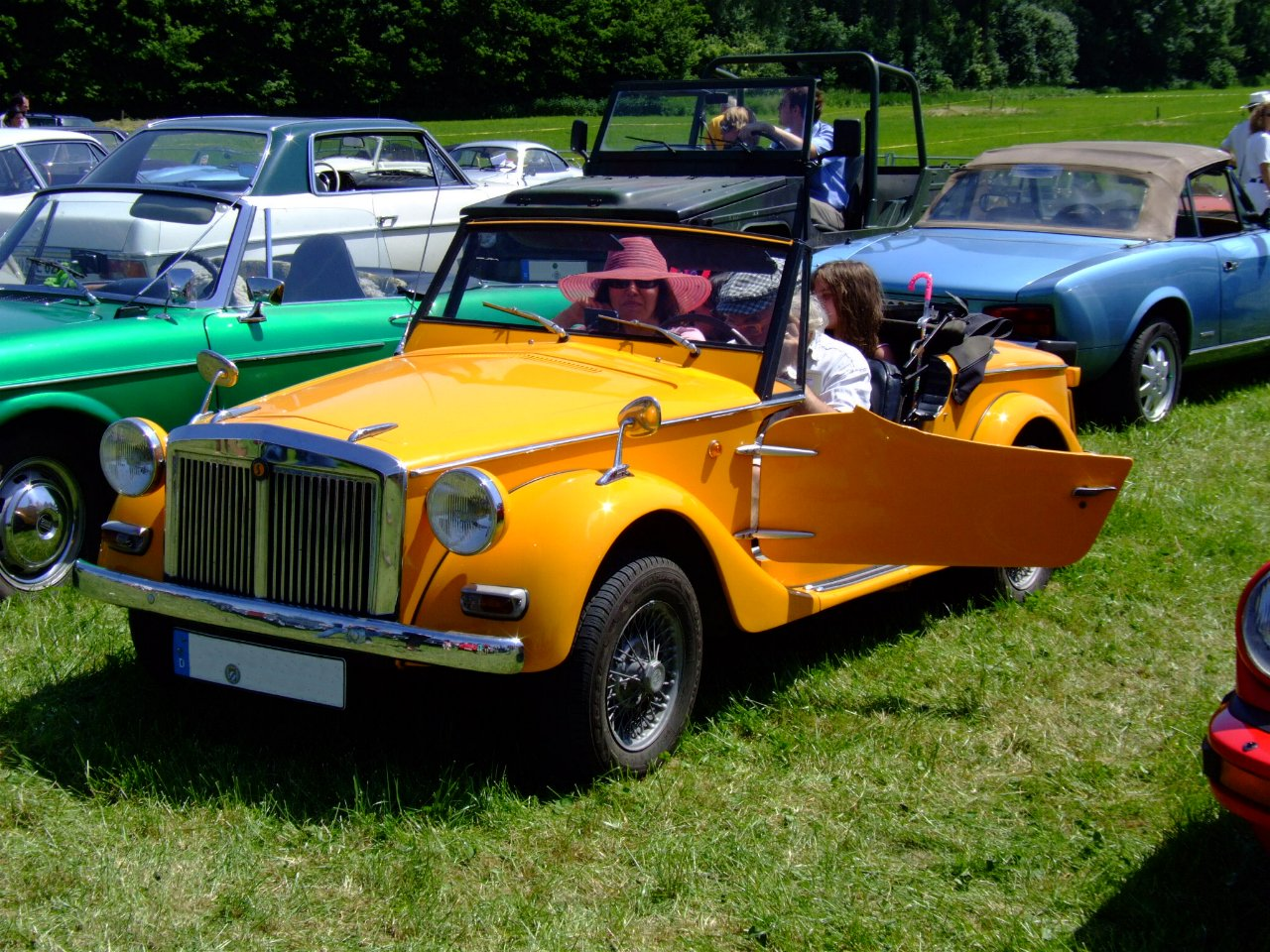
SIATA Spring

Au Salon de l'automobile de Turin en automne 1960, SIATA se fait remarquer avec la SIATA 1500 TS, un coupé dessiné par Michelotti dont la base mécanique provient de la FIAT 1500. Neckar, filiale allemande du groupe FIAT, expose au Salon de l'automobile de Francfort, en septembre 1962, l'élégant coupé SIATA 1500 TS Coupé. Devant l'accueil très favorable de la clientèle allemande, la direction de Neckar obtient de FIAT le droit d'assembler ce modèle dans l'usine d'Heilbronn et le commercialise sous le nom de Neckar Mistral. La même année, SIATA crée une filiale en Espagne, SIATA Española qui va avoir les mêmes activités que la maison mère en fabricant des carrosseries spéciales pour SEAT, la filiale espagnole de FIAT. 15 000 véhicules seront produits entre 1960 et 1973.
En 1967, ce sera le plus gros succès de la marque avec la SIATA Spring, un petit spider de style rétro, inspiré su style des roadsters anglais des années 1930. La SIATA Spring est conçue sur toute la base mécanique - châssis et moteur - de la FIAT 850. 

### Fin de la marque en Italie
Malheureusement, la « Spring » sera la dernière voiture SIATA, victime de son succès. Grâce à un prix très compétitif (en France, 9 568 Francs en 1969, le même prix qu’une Simca 1000), SIATA accumule les commandes, plus qu’il n’en avait espéré. Son outil industriel n'est pas dimensionné pour fabriquer à forte cadence. Le petit constructeur essaye de faire face à d'énormes difficultés pour produire et livrer. L’aventure s’arrête après 3 500 exemplaires et entraîne la faillite de SIATA Italie à la fin de l'année 1970. L'outillage de production de la Spring est revendu à ORSA, une filiale du constructeur ISO Rivolta qui va produire le modèle sous licence et le commercialise sous le nom « SEAT-ORSA 850 ER Spring Special ».

## Modèles
- SIATA 500 Gran Sport 636
- SIATA Amica (1948-1952)
- SIATA Daina (1950-1958)
- SIATA 300 BC (1952-1954)
- SIATA 208 (1952-1955)
- SIATA Mitzi (1953-1956)
- SIATA TS/Neckar Mistral (1960-1966)
- SIATA Spring (1967-1970)

## La filiale espagnole SIATA Española S.A.
SIATA Española S.A. était la filiale espagnole de SIATA Italie. La société a été créée en 1960, elle avait son siège social à Barcelone et son usine à Tarragone. La société a été active pendant 14 ans, de 1960 à 1973 et a fabriqué plus de 15 000 véhicules.
SIATA Española, comme sa maison mère italienne, était spécialisée dans les carrosseries spéciales, la transformation de moteurs et autres accessoires automobiles. SIATA Española réalisa essentiellement des carrosseries spéciales pour le constructeur espagnol SEAT, filiale de FIAT Auto à l'époque. Elle ne produisait pas de véhicules pour le compte de tiers mais elle concevait ses propres carrosseries et fabriquait les modèles finis correspondants. La plupart de ses réalisations ont été construites sur la base de la fameuse SEAT 600, à l'exception du prototype SIATA Barcino Coupé présenté à la Salon de Barcelone en 1960. Ce modèle unique était construit à partir d'une SEAT 1400 C transformée en coupé avec un moteur dont la cylindrée avait été portée à 1 700 cm3.

### Les principaux modèles réalisés en Espagne
- SIATA Ampurias 750, moteur porté à 750 cm3 offrant une puissance plus importante grâce à de nouveaux pistons, une SEAT 600 avec carrosserie traditionnelle à 3 volumes. 24 exemplaires fabriqués.
- SIATA Turisa, 2 modèles coupé et spider, 228 exemplaires.
- SIATA Tarraco, voiture sportive à 4 vraies places équipée de moteurs de 750 cm3 ou 850 cm3, 598 exemplaires.
- SIATA Patricia, 6 exemplaires.
- SIATA Formichetta : version commerciale de la SEAT 600, distribuée sous la marque SEAT, 6.713 exemplaires.
- SIATA Barcino Coupé, 1 exemplaire prototype
- SIATA Minivan, fourgonnette produite en 3 versions distinctes, 2850, 3000, le pick-up 400 CH. Après la vente de SIATA Española au groupe Motor Ibérica, le modèle poursuivra sa carrière sous la marque EBRO SIATA 40. À partir de 1977, le véhicule sera vendu sous la dénomination AVIA SIATA 50 jusqu'en 1980 où il sera rebaptisé AVIA SIATA 500. SIATA en a produit 7.734 exemplaires sous sa marque.

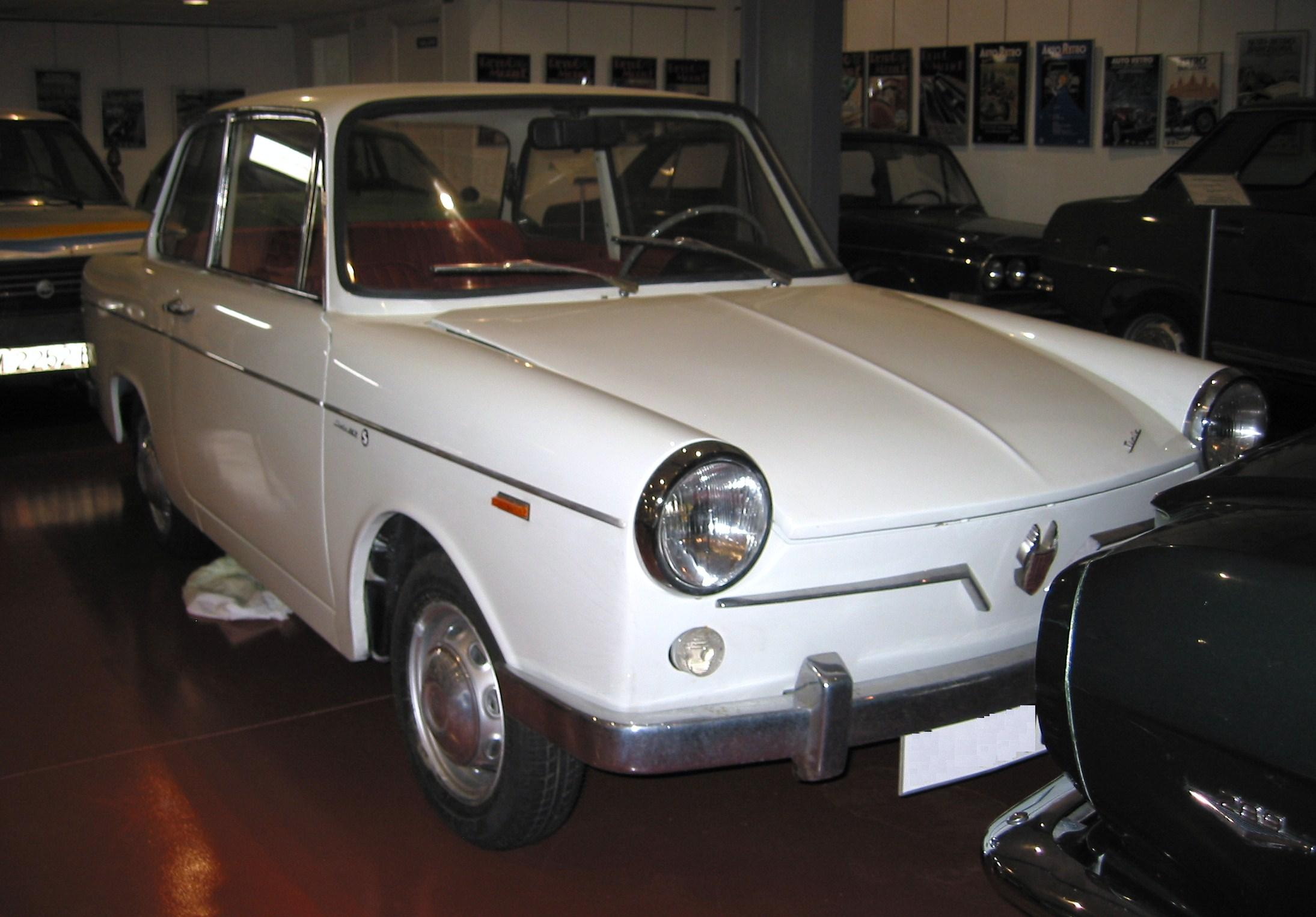
SIATA Tarraco (1966)
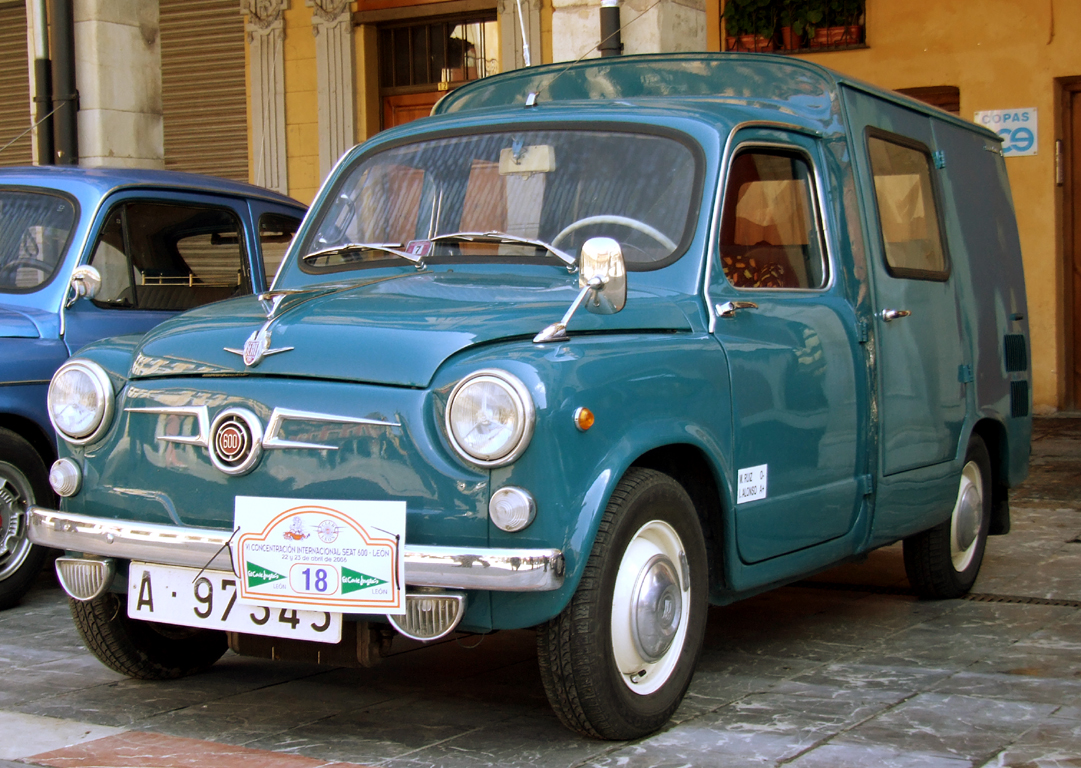
SEAT 600 Formichetta
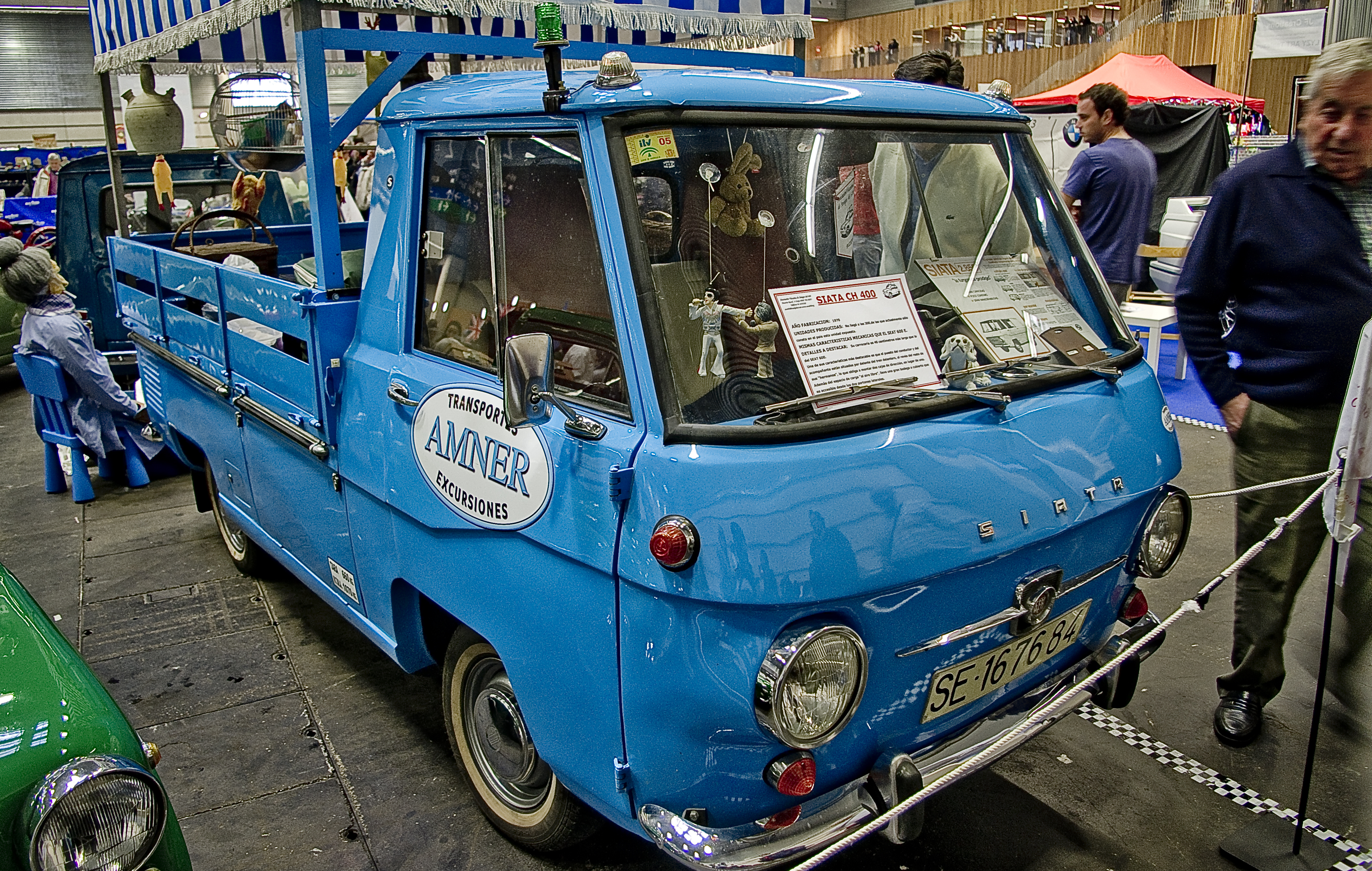
SIATA Minivan (1970)